# Agrimonia
Aigremoine
Genre
Agrimonia (Aigremoine en langue vernaculaire) est un genre de plantes à fleurs regroupant des espèces de la famille des Rosaceae.

## Liste d'espèces
Selon Catalogue of Life (20 juin 2013) :
- Agrimonia adscendens
- Agrimonia aitchisonii
- Agrimonia blumei
- Agrimonia bracteata
- Agrimonia brittoniana
- Agrimonia caffra
- Agrimonia ceylanica
- Agrimonia coreana
- Agrimonia dahurica
- Agrimonia eupatoria
- Agrimonia falsa
- Agrimonia gigantensis
- Agrimonia glabrata
- Agrimonia glandulosa
- Agrimonia goctectiana
- Agrimonia gorovoi
- Agrimonia granulosa
- Agrimonia gryposepala
- Agrimonia hirsuta
- Agrimonia incisa
- Agrimonia inermis
- Agrimonia javanica
- Agrimonia lanata
- Agrimonia leucantha
- Agrimonia lundstroemii
- Agrimonia macrocarpa
- Agrimonia major
- Agrimonia microcarpa
- Agrimonia nipponica
- Agrimonia nipponopilosa
- Agrimonia octandra
- Agrimonia odorata
- Agrimonia officinalis
- Agrimonia parviflora
- Agrimonia pilosa
- Agrimonia pringlei
- Agrimonia procera
- Agrimonia pubescens
- Agrimonia pumila
- Agrimonia repens
- Agrimonia reptans
- Agrimonia robusta
- Agrimonia rostellata
- Agrimonia schultzibroeskensis
- Agrimonia striata
- Agrimonia suaveolens
- Agrimonia sylvatica
- Agrimonia trifoliata
- Agrimonia villosa
- Agrimonia viscidula
- Agrimonia wirtgenii
- Agrimonia zeylandica